# Graciela Quan
Graciela Quan Valenzuela, född 1911, död 22 januari 1999, var en guatemalansk rösträttsaktivist. Hon spelade en ledande roll inom rörelsen för rösträtt för kvinnor i sitt land. 
Graciela Quan tog 1942 examen från Universidad de San Carlos de Guatemala som Guatemalas första kvinnliga advokat. Hennes avhandling, "Ciudadanía opcional para la mujer guatemalteca" ("medborgarskap är valfritt för Guatemalas kvinnor"), var ett lagförslag som föreslog införandet av rösträtt för kvinnor. 
År 1944 grundade en grupp kvinnor, däribland Angelina Acuña de Castañeda, Elisa Hall de Asturias, Irene de Peyré och Graciela Quan, föreningen  Unión Femenina Guatemalteca Pro-ciudadanía ("Föreningen för Guatemalanska kvinnor för medborgarskap"), vars syfte var att verka för införandet av fulla medborgerliga rättigheter för kvinnor, däribland rösträtt för (läskunniga) kvinnor. Föreningen uppnådde framgångsrikt sitt mål, och begränsad rösträtt för utbildade kvinnor infördes år 1945. 
Hon var en av organisatörerna för den latinamerikanska kvinnokongressen Primer Congreso Interamericano de Mujeres 27 augusti 1947 i Guatemala City. Hon var Guatemalas delegat till FN 1956–1957, rådgivare till president Carlos Castillo Armas, och 1957–1961 ordförande för Inter-American Commission of Women. 